# Lev Lipatov
Lev Nikolaevich Lipatov (em russo:  Лев Никола́евич Липа́тов; São Petersburgo, 2 de maio de 1940 – Dubna, 4 de setembro de 2017) foi um físico russo, reconhecido por suas contribuições à física nuclear.

## Condecorações
- Prêmio Pomeranchuk (2001)[2]